# Enemy of the World
Enemy of the World è il terzo album studio del gruppo musicale statunitense pop punk Four Year Strong, pubblicato sotto le etichette Universal Motown e Decaydance.
It Must Really Suck To Be Four Year Strong Right Now è il primo singolo estratto dall'album, pubblicate nello store di iTunes il 21 dicembre 2009. L'album ha venduto 12 000 copie la prima settimana, debuttando al 47 posto nella Billboard 200.
Il 27 ottobre 2022 è uscita per Pure Noise Records una riedizione dell'album contenente quattordici tracce di Enemy of the World ri-registrate.

## Tracce
1. It Must Really Suck to Be Four Year Strong Right Now – 3:16
2. Tonight We Feel Alive (On a Saturday) – 3:43
3. Wasting Time (Eternal Summer) – 3:18
4. Nineteen with Neck Tatz – 3:24
5. Find My Way Back – 3:28
6. What The Hell Is a Gigawatt? (feat. Jay Pepito) – 3:07
7. One Step at a Time – 3:20
8. This Body Pays the Bill$ – 3:20
9. Paul Revere's Midnight Ride – 3:55
10. Flannel Is the Color of My Energy – 3:29
11. Enemy of the World – 4:02

Bonus track (iTunes)
1. Listen, Do You Smell Something? – 3:37

Bonus track (edizione speciale)
1. Bad News Bearz – 3:15
2. Tonight We Feel Alive (On a Saturday) (acoustic) – 4:41
3. One Step at a Time (acoustic) – 3:27
4. Find My Way Back (acoustic) – 3:31
5. Wasting Time (Eternal Summer) (acoustic) – 3:20

It's Not the Size of the 7-inch... It's How You Use It (EP)
1. It Must Really Suck to Be Four Year Strong Right Now – 3:16
2. Cavalier – 3:07

Edizione Re-Recorded (2022)
1. It Must Really Suck to Be Four Year Strong Right Now (Re-Recorded) – 3:18
2. Tonight We Feel Alive (On a Saturday) (Re-Recorded) – 3:43
3. Wasting Time (Eternal Summer) (Re-Recorded) – 3:17
4. Nineteen with Neck Tatz (Re-Recorded) – 3:22
5. Find My Way Back (Re-Recorded) – 3:27
6. What The Hell Is a Gigawatt? (Re-Recorded) – 3:05
7. One Step at a Time (Re-Recorded) – 3:04
8. This Body Pays the Bill$ (Re-Recorded) – 3:22
9. Paul Revere's Midnight Ride (Re-Recorded) – 3:58
10. Flannel is the Color of My Energy (Re-Recorded) – 3:28
11. Enemy of the World (Re-Recorded) – 4:03
12. Listen! Do You Smell Something? – 3:37
13. Bad News Bears (Re-Recorded) – 3:15
14. Cavalier – 2:55

## Classifiche
| Classifica            | Posizione |
| --------------------- | --------- |
| US Billboard 200      | 47        |
| US Alternative Albums | 6         |
| US Rock Albums        | 9         |
| US Digital Albums     | 10        |

## Formazione
Four Year Strong
- Dan O'Connor – voce principale, chitarra
- Alan Day – voce principale, chitarra
- Joe Weiss – basso
- Jake Massucco – batteria
- Josh Lyford – sintetizzatori, tastiere, piano, programmatore, voce sporca

Musicisti aggiuntivi
- Jay Pepito – voce ospite su What the Hell Is a Gigawatt?

Produzione
- Machine – produttore
- John Feldmann – mixing
- Bradon Paddock & Erik Ron – assistente al mix
- Joe Gastwirt – mastering
- Will Putney, Machine – ingegneria del suono
- Clinton Bradley – programmazione del sintetizzatore aggiuntiva
- Jeremy Comitas, Bill Purcell – editing
- Pete Wentz – A&R per Decaydance Records
- Shep Goodman – A&R per Universal Motown
- Elizabeth Vago – coordinazione A&R
- Cliff Rigano – product manager
- Ken Kelly – illustrazioni
- Joe Spix – direzione artistica e design